# وكالة الاتحاد الأوروبي لبرنامج الفضاء
وكالة الاتحاد الأوروبي لبرنامج الفضاء (بالإنجليزية: European Union Agency for the Space Programme)‏ المعروفة اختصاراً بـ EUSPA هي وكالة فضاء تدير برنامج الاتحاد الأوروبي للفضاء ‏ كإحدى وكالات الاتحاد الأوروبي. تم إنشاؤها في البداية تحت اسم "السلطة الأوروبية للإشراف على أنظمة الأقمار الصناعية للملاحة العالمية" في عام 2004، أعيد تنظيمها في العام 2010 تحت اسم "الوكالة الأوروبية لأنظمة الأقمار الصناعية للملاحة العالمية"، وأخذت شكلها الحالي في 12 مايو 2021. وكالة الاتحاد الأوروبي لبرنامج الفضاء هي كيان منفصل عن وكالة الفضاء الأوروبية (ESA)، على الرغم من أن الكيانين يعملان معًا بشكل وثيق.

## لمحة عامة
تقوم وكالة الاتحاد الأوروبي لبرنامج الفضاء بتشغيل خدمات غاليليو وخدمة تراكب الملاحة الأوروبية الثابتة بالنسبة إلى الأرض ‏ (EGNOS) بهدف توفير بديل أوروبي للأنظمة الأمريكية والروسية والصينية القائمة والمتقدمة بالفعل، مثل نظام التموضع العالمي وغلوناس وبايدو.
على الرغم من زيادة الدقة في تحديد الموقع والتوقيت، فقد واجه كل من غاليليو و EGNOS مؤخرًا اضطرابًا في استمرارية الخدمة بسبب التأخيرات الكبيرة في إطلاق ما تبقى من أقمار غاليليو من الجيل الأول. وهذا من شأنه أن يعرض سلامة وأمن الاتحاد ومواطنيه للخطر.
توفر الوكالة خدمات ملاحة أوروبية آمنة ومأمونة عبر بيانات وخدمات غاليليو وEGNOS ‏ وكوبرنيكوس ‏. كما أنها تنسق برنامج الاتصالات الساتلية الحكومي القادم للاتحاد الأوروبي. الوكالة هي المسؤولة عن الاعتماد الأمني لجميع مكونات برنامج الفضاء الأوروبي. من خلال تعزيز تطوير قطاع فضاء مبتكر وتنافسي والمشاركة مع مجتمع الفضاء الأوروبي بأكمله، تساهم وكالة الاتحاد الأوروبي لبرنامج الفضاء في الصفقة الأوروبية الخضراء والتحول الرقمي.